# کی‌ئی‌اس
کی‌ئی‌اس (نروژی: KES) شرکت ترابری نروژی است، که در سال ۱۸۹۲ تأسیس شد.